# My Way / Sunrize
Pour les articles homonymes, voir My Way (homonymie).
Singles de Nami Tamaki
Get Wild
(2005) Result
(2006)
My Way / Sunrize est le 10e single de Nami Tamaki sorti sous le label Sony Music Entertainment Japan le 24 mars 2006 au Japon. Il atteint la 18e place du classement de l'Oricon, et reste classé pendant 7 semaines.
My Way et Sunrize se trouvent sur la compilation Graduation ~Singles~ et sur l'album Speciality; My Way se trouve également sur l'album remix Reproduct Best.

## Liste des titres
| 1. | My Way                        | Rika Kaneko  | Tomo., m-takeshi       | 4:13 |
| 2. | Sunrize                       | 辻純更       | 草野よしひろ, 谷口浩司 | 4:46 |
| 3. | Prayer -Programless Beat Mix- | Saeko Nishio | Programless Beat       | 4:54 |
| 4. | My Way (Instrumental)         | Rika Kaneko  | Tomo., m-takeshi       | 4:12 |